# Mihael Zmajlović
Mihael Zmajlović (ur. 19 stycznia 1978 w Jastrebarsku) – chorwacki polityk i samorządowiec, parlamentarzysta, od 2012 do 2016 minister ochrony środowiska.

## Życiorys
W 2001 ukończył studia ekonomiczne na Uniwersytecie w Zagrzebiu. Na tej samej uczelni odbył studia podyplomowe z zakresu gospodarki Unii Europejskiej. W latach 2001–2009 był dyrektorem przedsiębiorstwa Komunalno Jastrebarsko. W tym samym czasie zasiadał w radzie miejskiej swojej rodzinnej miejscowości. Początkowo był radnym niezależnym, jednak w 2005 wstąpił do Socjaldemokratycznej Partii Chorwacji. Od 2009 do 2012 sprawował urząd burmistrza Jastrebarska.
W wyborach w 2011 uzyskał mandat posła do Zgromadzenia Chorwackiego. W 2012 dołączył do prezydium SDP.
W czerwcu 2012 zastąpił Mirelę Holy na stanowisku ministra ochrony środowiska w rządzie Zorana Milanovicia. W 2015 ponownie został wybrany do chorwackiego parlamentu. W styczniu 2016 zakończył pełnienie funkcji rządowej. W przedterminowych wyborach w tym samym roku z powodzeniem ubiegał się o poselską reelekcję. Wchodził także w skład rady żupanii zagrzebskiej. W 2024 ponownie wybrany do chorwackiego parlamentu.